# 三嶋暦師の館
三嶋暦師の館（みしまごよみしのやかた）は、静岡県三島市に存在する博物館。三嶋大社の東方向300mに位置する。三嶋暦を代々発行していた河合家の家屋を改修して開館した。
館内には三嶋暦の版木や関連資料が展示されるほか、三嶋暦の印刷を体験する講座も開かれる。2006年10月18日には国の登録有形文化財に登録されている。

## 建物の歴史
河合家の建物が安政の大地震で倒壊したため、当時の韮山代官江川英敏の協力で、当時裾野市にあった廃屋となった十里木関所の材料を使って建てなおされた。当時の武家風の造りがよく反映されている。

## 交通
- 三島駅からバス10分